# Buckfastleigh
Buckfastleigh est une ville et une paroisse civile du Devon. Au moment du recensement de 2001, sa population était de 3 661 habitants.
La ville abrite l'abbaye de Buckfast.